# Liste von Radrennbahnen in Europa
Die Liste von Radrennbahnen in Europa führt bestehende Radrennbahnen in Europa auf, die vom Weltradsportverband Union Cycliste Internationale (UCI) für offizielle internationale Bahnrennen abgenommen wurden und/oder auf denen schon internationale offizielle Wettbewerbe in olympischen Disziplinen stattgefunden haben oder die dafür geeignet wären. Unter die Wettbewerbe fallen Olympische Spiele, Bahnradsport-Weltmeisterschaften (Elite, Junioren, Masters), Bahnrad-Weltcups, Bahnradsport-Europameisterschaften (Elite, Nachwuchs) und Bahnrad-Europacups.
Die Liste erhebt keinen Anspruch auf Vollständigkeit.
| Eröffnung | Name/Standort                                      | Länge/Belag Kurvenerhöhung | Bauart      | Lage                   | Internationale Wettbewerbe |
| --------- | -------------------------------------------------- | -------------------------- | ----------- | ---------------------- | --- |
| 2001      | Aigle UCI World Cycling Centre                     | 200 m/Holz                 | geschlossen | Schweiz                | UCI-B-Bahnweltmeisterschaften 2003, Bahnradsport-Weltmeisterschaften der Junioren 2016 und 2018, Bahnradsport-Europameisterschaften der Junioren/U23 2018                                     |
| 2016      | Assen Wielerbaan Assen                             | 200 m/Holz                 | offen       | Niederlande            | Niederländische Meisterschaften im Bahnradsport 2021 |
| 1991      | Athen Olympisches Velodrom Athen                   | 250 m/Afzelia              | geschlossen | Griechenland           | Mittelmeerspiele 1991; Bahnradsport-Weltmeisterschaften der Junioren 1992, 1999; Läufe des Bahnrad-Weltcups; Olympische Sommerspiele 2004                                                     |
| 2008      | Apeldoorn Omnisport Apeldoorn                      | 250 m/Holz                 | geschlossen | Niederlande            | Bahnradsport-Weltmeisterschaften 2011; Bahnradsport-Europameisterschaften 2011 |
| 2001      | Ballerup Ballerup Super Arena                      | 250 m/Holz                 | geschlossen | Dänemark               | Bahnradsport-Weltmeisterschaften 2002 und 2010; Bahnrad-Europameisterschaften 2006; Läufe des Bahnrad-Weltcups                                                                                |
| 1999      | Berlin Velodrom Berlin                             | 250 m/Holz                 | geschlossen | Deutschland            | Bahnradsport-Weltmeisterschaften 1999 und 2020; Deutsche Meisterschaften im Bahnradsport 2015                                                                                                 |
| 1989      | Bordeaux Stadium Vélodrome de Bordeaux Lac         | 250 m/Holz                 | geschlossen | Frankreich             | Bahnradsport-Weltmeisterschaften 1998 und 2006 |
| 2000      | Büttgen Sportforum Kaarst-Büttgen                  | 250 m/Holz                 | geschlossen | Deutschland            | Bahn-Europameisterschaften 2002 |
| 1987      | Cottbus Cottbuser Radstadion                       | 333,33 m/Kunstharz         | halboffen   | Deutschland            | Bahnrad-Weltcup 1995, 1996; Bahn-Europameisterschaften (Nachwuchs) 2007; Deutsche Bahnmeisterschaften: 2006, 2010, 2014, 2016                                                                 |
| 2014      | Frankfurt (Oder) Oderlandhalle                     | 250 m/Holz                 | geschlossen | Deutschland            | Deutsche Meisterschaften 2013; Bahnradsport-Weltmeisterschaften der Junioren 2019 |
| 2014      | Gent Vlaams Wielercentrum Eddy Merckx              | 250 m/Holz                 | geschlossen | Belgien                | Bahnradsport-Europameisterschaften der Junioren/U23 2019 |
| 2009      | Glasgow Sir Chris Hoy Velodrome                    | 250 m/Holz                 | geschlossen | Vereinigtes Königreich | Bahnradsport-Weltmeisterschaften der Junioren 2013; Commonwealth Games 2014 |
| 2013      | Grenchen Velodrome Suisse                          | 250 m/Holz                 | geschlossen | Schweiz                | Bahnradsport-Europameisterschaften 2015, 2021 und 2023 |
| 2023      | Heusden-Zolder Velodroom Limburg                   | 250 m/Holz                 | geschlossen | Belgien                | |
| 2011      | London London Olympic Velodrome                    | 250 m/Holz                 | geschlossen | Vereinigtes Königreich | Bahnrad-Weltcup 2011/2012, Olympische Spiele 2012 |
| 1994      | Manchester Manchester Velodrome                    | 250 m/Holz                 | geschlossen | Vereinigtes Königreich | Bahnradsport-Weltmeisterschaften 1996, 2000 und 2008; Masters-Weltmeisterschaften 1995 bis 2006 und 2011, mehrere Läufe des Bahnrad-Weltcups; Bahnrad-Wettbewerbe der Commonwealth Games 2002 |
| 2009      | Minsk Minsk-Arena                                  | 250 m/Holz                 | geschlossen | Weißrussland           | Bahn-Europameisterschaften (Nachwuchs) 2009; Bahnradsport-Weltmeisterschaften 2013 |
| 2009      | Montichiari Velodromo Fassa Bortolo                | 250 m/Holz                 | geschlossen | Italien                | Bahnradsport-Weltmeisterschaften der Junioren 2010; Bahnrad-Weltmeisterschaften 2011 der Behinderten; Masters-Bahn-Europameisterschaften 2011; Derny-Europameisterschaften 2011               |
| 1980      | Moskau Velodrom von Krylatskoje                    | 333,33 m/Holz              | geschlossen | Russland               | Olympische Spiele 1980; Bahnradsport-Weltmeisterschaften der Junioren 1989, 2003, 2009 und 2011; Läufe des Bahnrad-Welt- und -Europacups.                                                     |
| 2004      | Newport Wales National Velodrome                   | 250 m/Holz                 | geschlossen | Vereinigtes Königreich | |
| 2007      | Palma Palma Arena                                  | 250 m/Holz                 | geschlossen | Spanien                | Bahnradsport-Weltmeisterschaften 2007 |
| 2008      | Panevėžys Cido Arena                               | 250 m/Holz                 | geschlossen | Litauen                | Bahnradsport-Europameisterschaften 2012 |
| 2008      | Plovdiv Kolodrum Plovdiv                           | 250 m/Holz                 | geschlossen | Bulgarien              | Bahnradsport-Europameisterschaften 2020 |
| 2008      | Pruszków BGŻ Arena                                 | 250 m/Holz                 | geschlossen | Polen                  | Bahn-Europameisterschaften (Nachwuchs) 2008; Bahnradsport-Weltmeisterschaften 2009;Bahnradsport-Europameisterschaften 2010                                                                    |
| 2012      | Roubaix Vélodrome Couvert Régional Jean Stablinski | 250 m/Holz                 | geschlossen | Frankreich             | Bahnradsport-Weltmeisterschaften 2021 |
| 2014      | Saint-Quentin-en-Yvelines Vélodrome National       | 250 m/Holz                 | geschlossen | Frankreich             | Bahnradsport-Weltmeisterschaften 2015 |
| 2009      | Sangalhos/Anadia Velódromo Nacional                | 250 m/Holz                 | geschlossen | Portugal               | UCI-Masters-Bahnweltmeisterschaften 2010; Bahneuropameisterschaften (Nachwuchs) 2011, 2012 |
| 2021      | Sola Sola Arena                                    | 250 m/Holz                 | geschlossen | Norwegen               | |
| 1896      | Tula Velodrom Tula                                 | 333,33 m/Beton             | halboffen   | Russland               | |

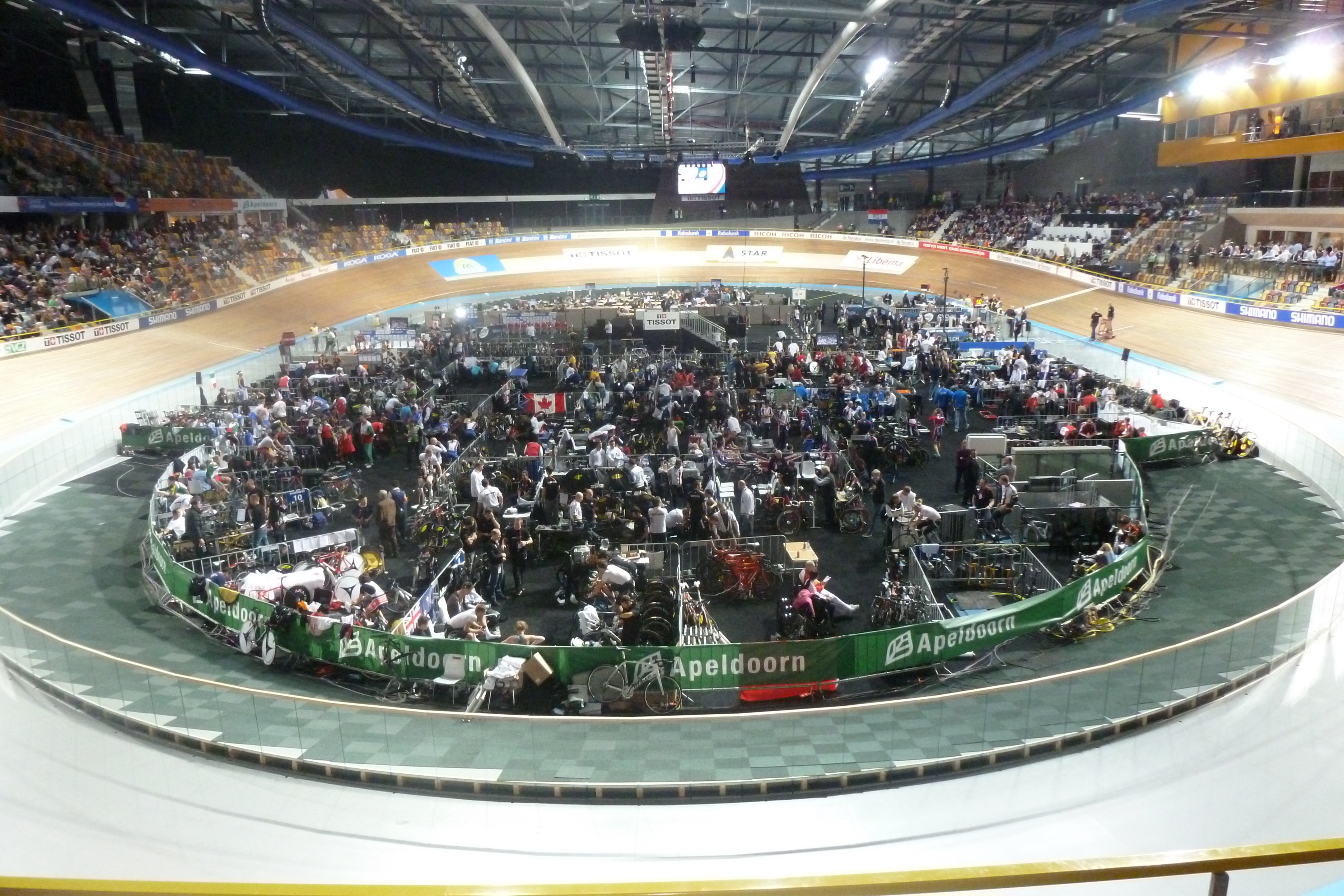
Omnisport Apeldoorn
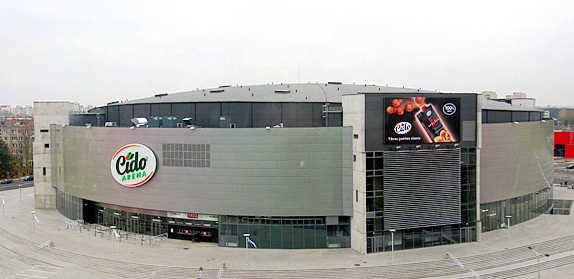
Cido-Arena in Panevėžys
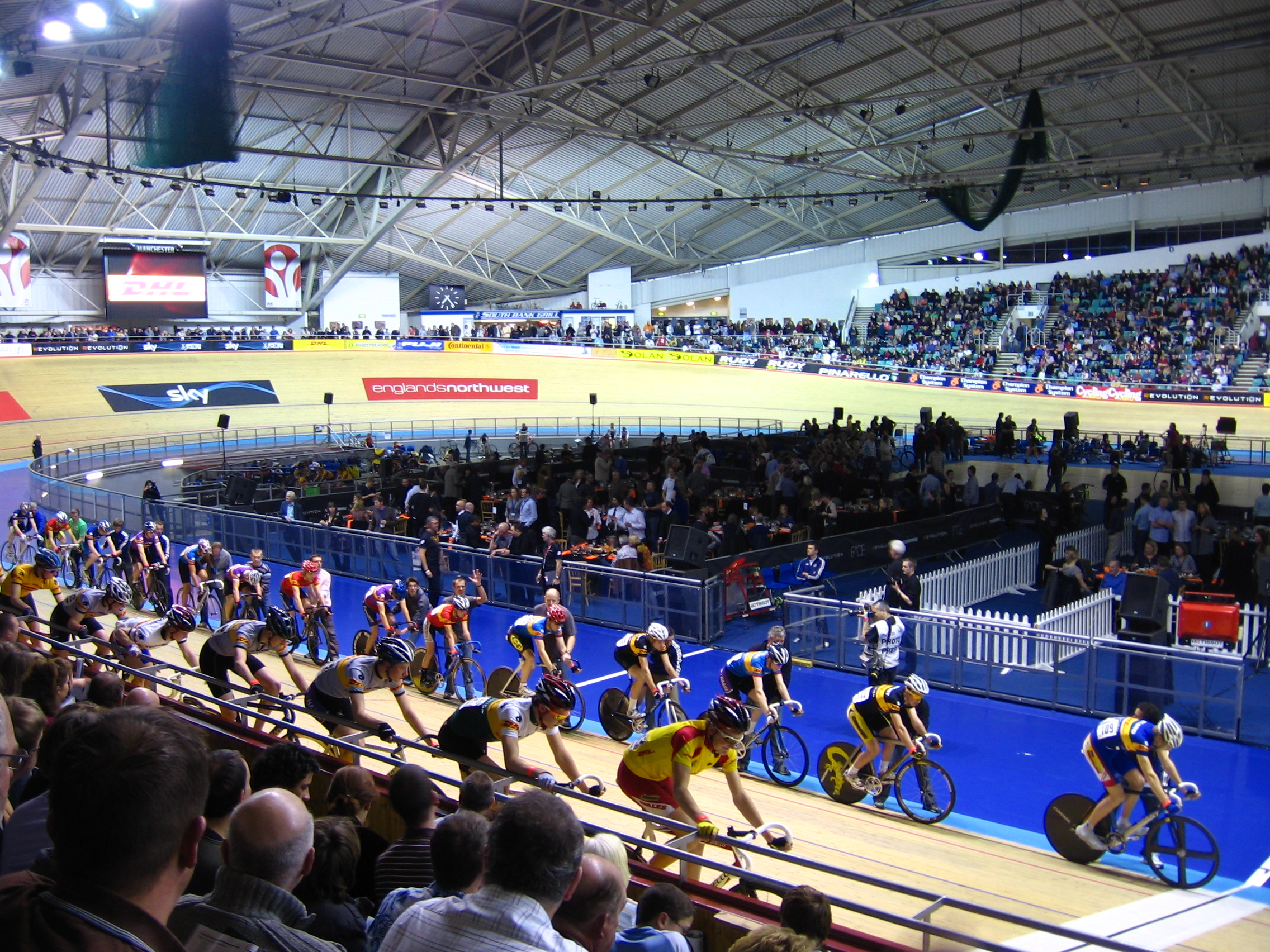
Manchester Velodrome
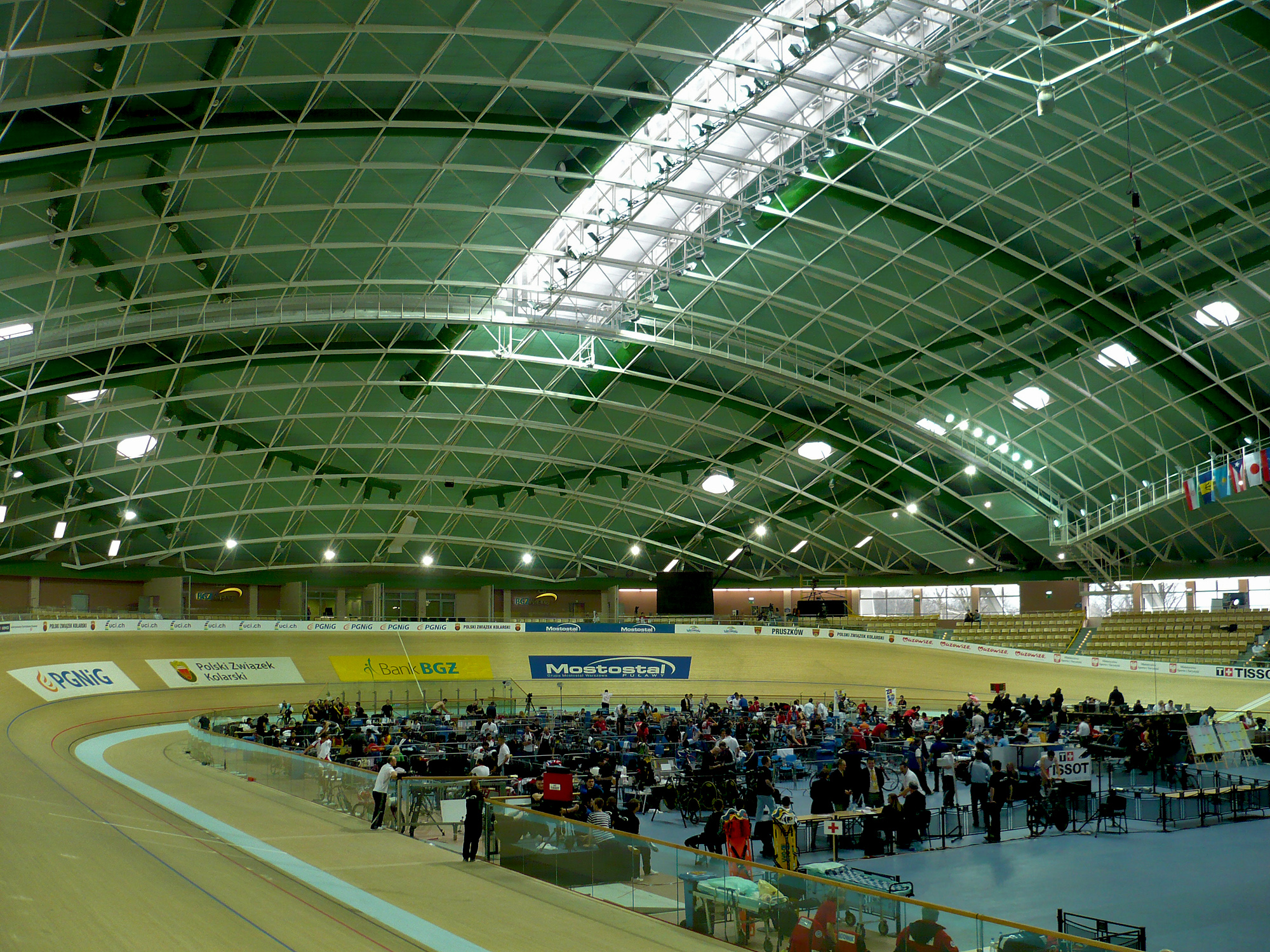
BGŻ Arena in Pruszków
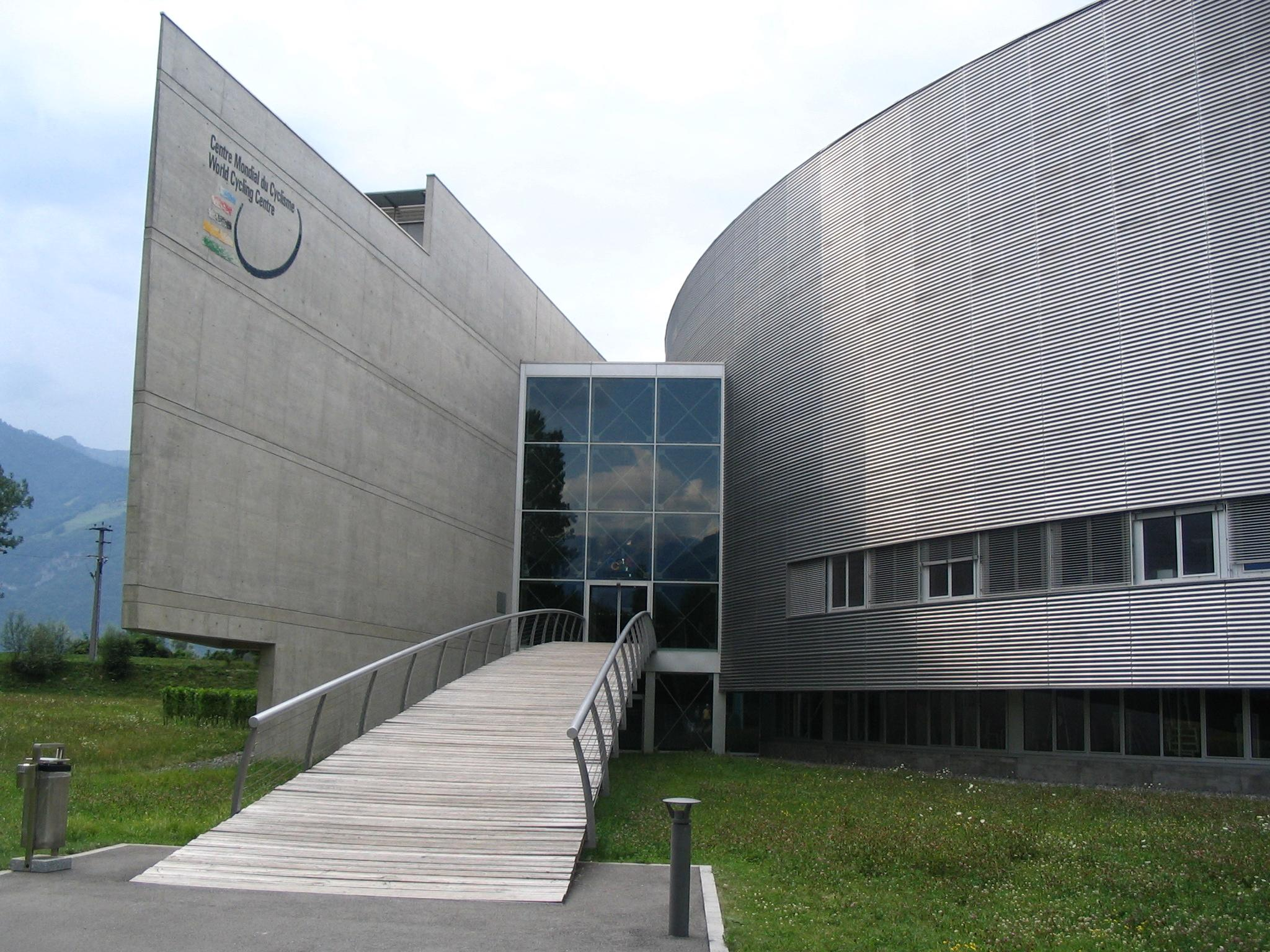
World Cycling Centre in Aigle
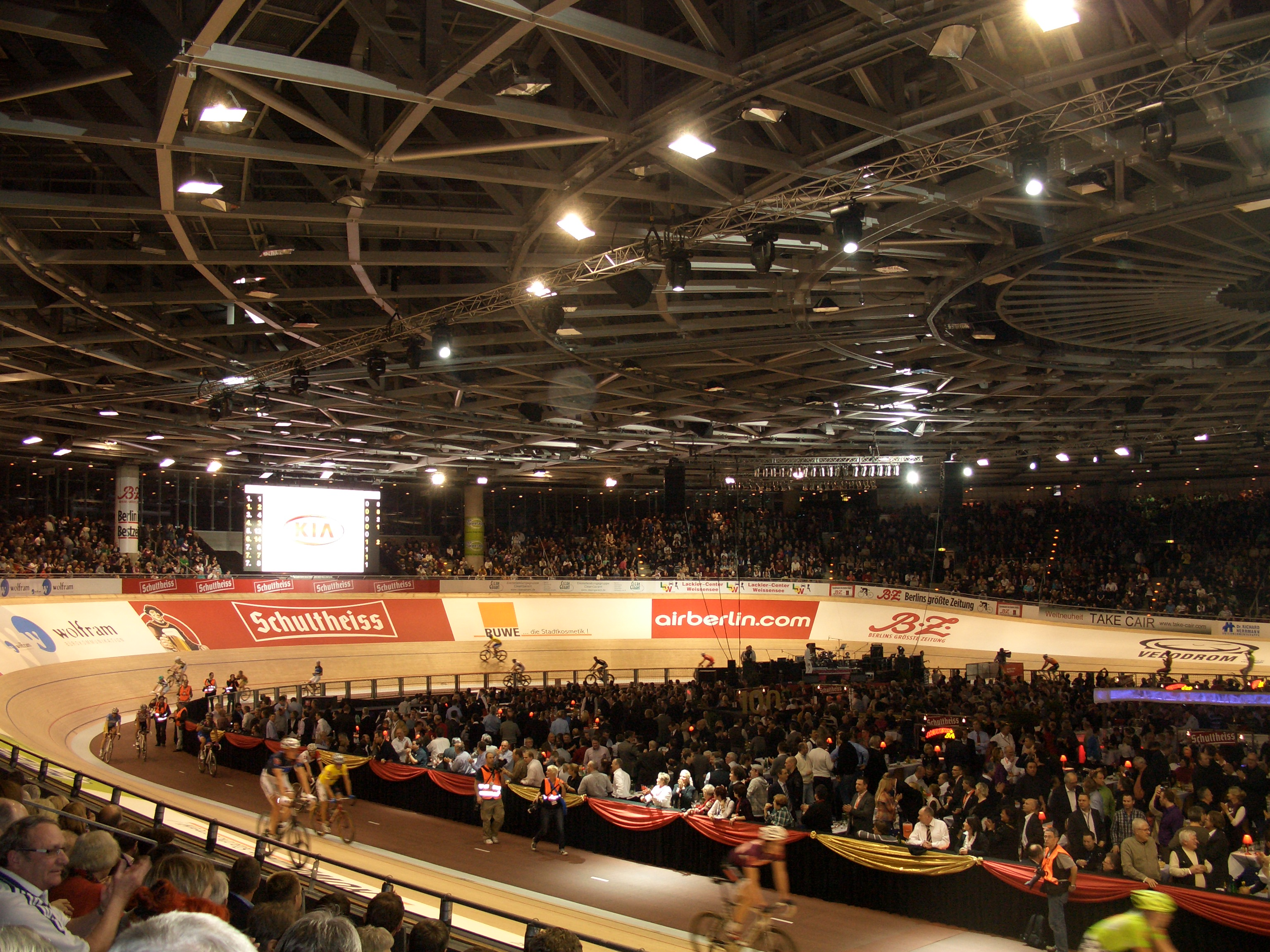
Velodrom Berlin
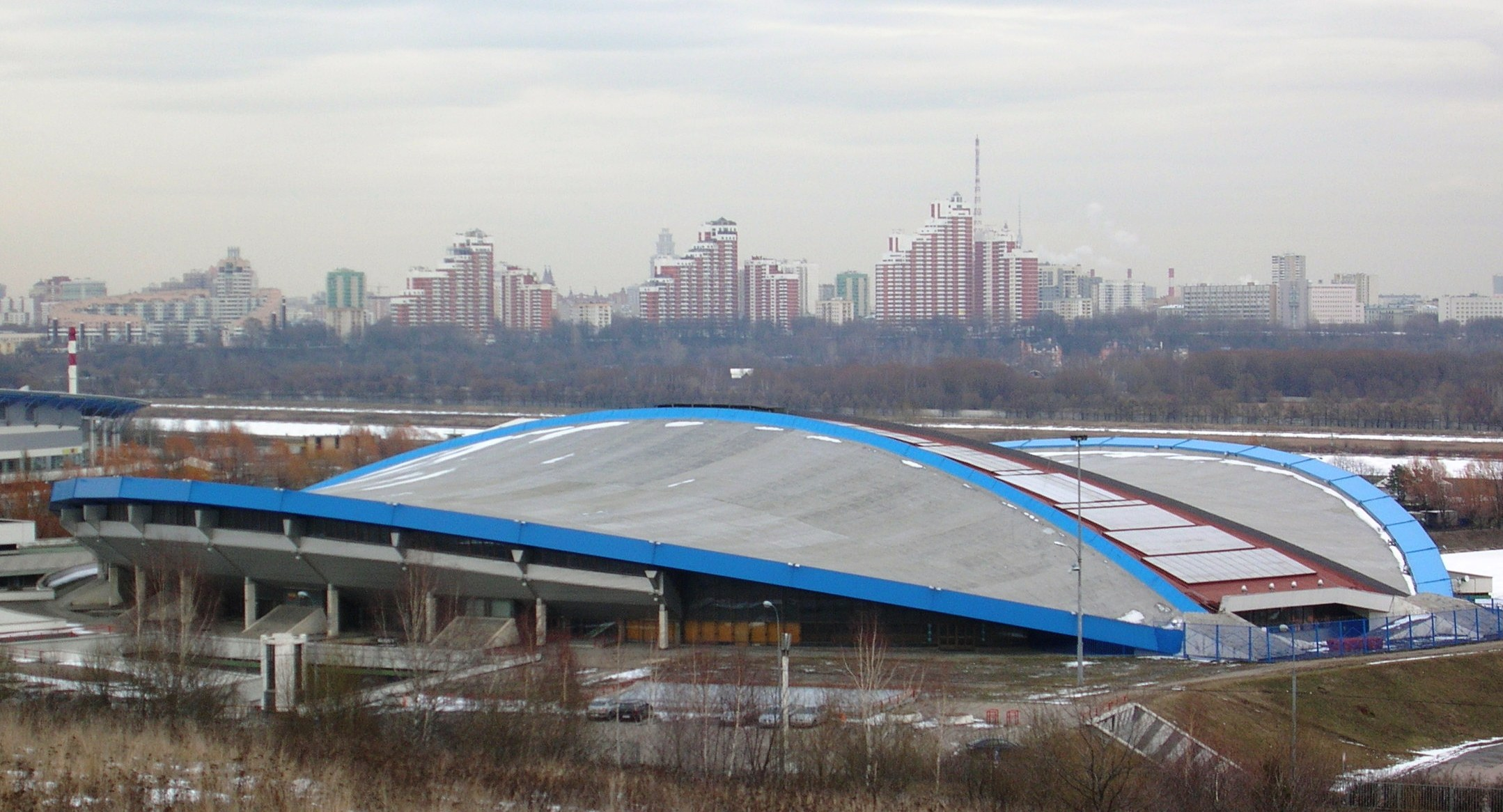
Krylatsky-Velodrom in Moskau
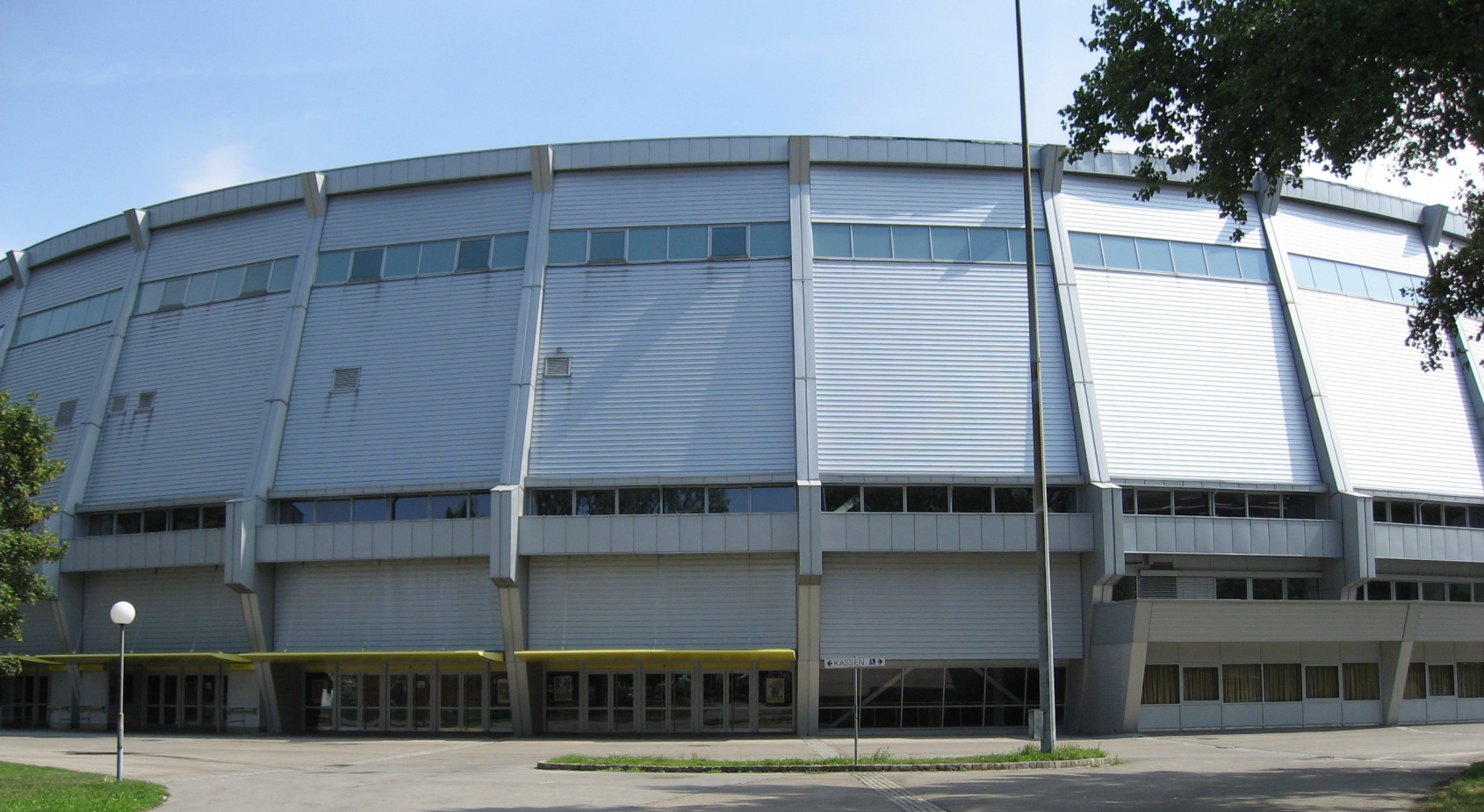
Ferry-Dusika-Hallenstadion in Wine
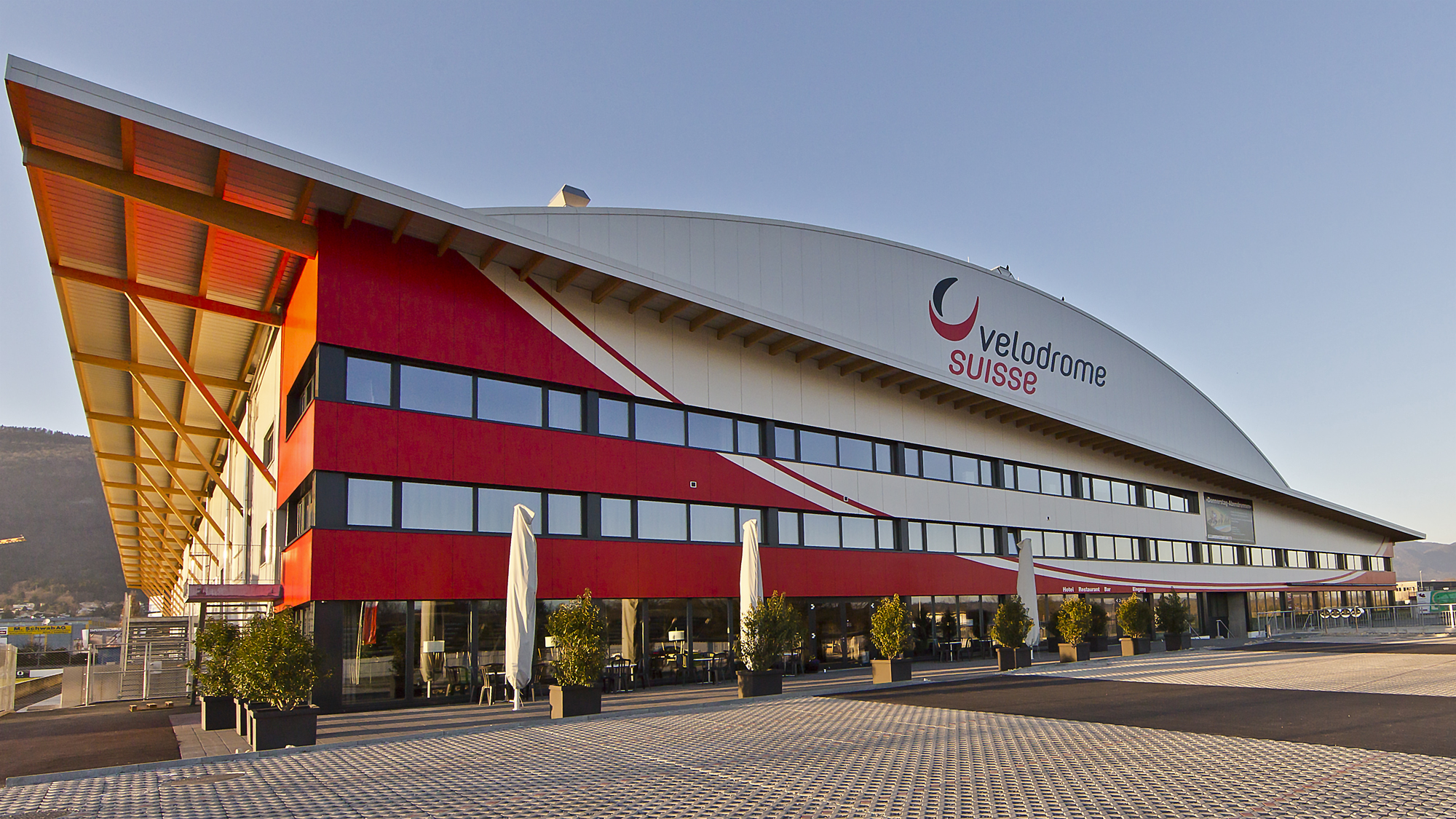
Velodrome Suisse in Grenchen
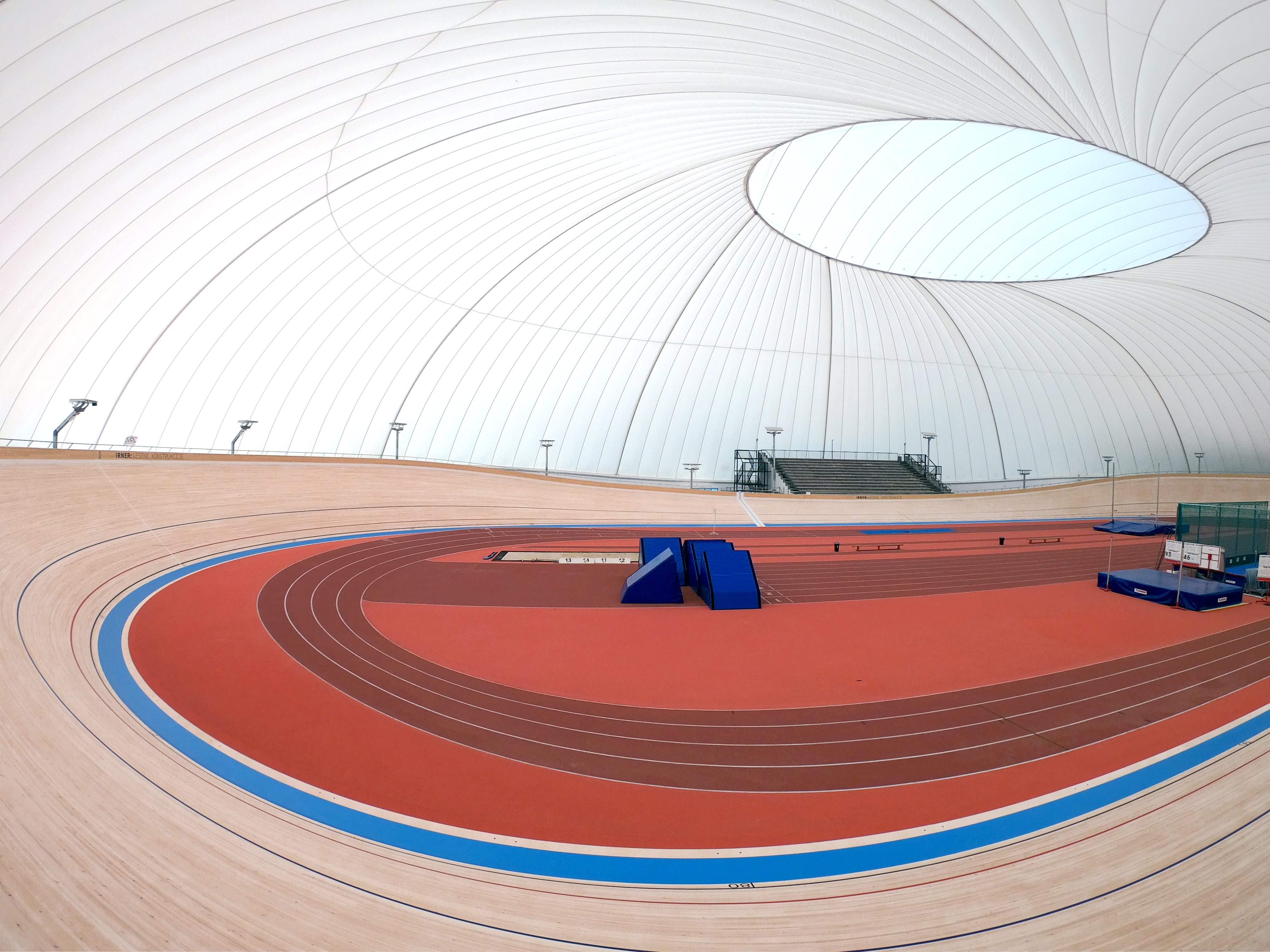
Olimpijski Center Novo mesto
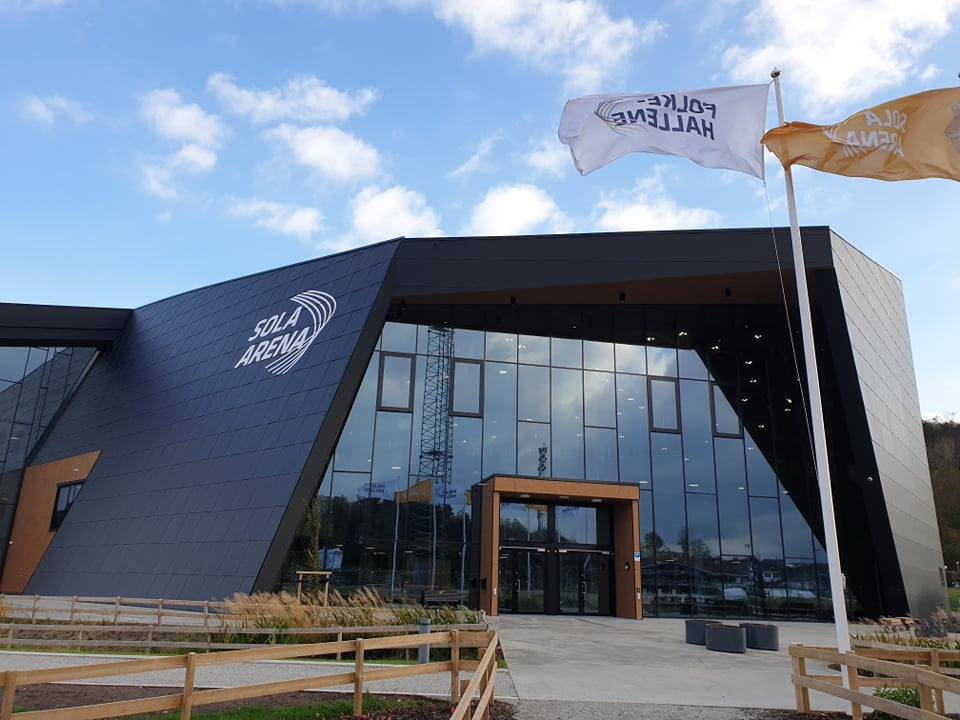
Sola Arena

## Ehemalige Radrennbahnen
| Betrieb   | Name/Standort                         | Länge/Belag Kurvenerhöhung | Bauart      | Lage        | Internationale Wettbewerbe                                                                |
| --------- | ------------------------------------- | -------------------------- | ----------- | ----------- | ----------------------------------------------------------------------------------------- |
| 1972–2015 | München Olympia-Radstadion            | 285,71 m/Holz              | halboffen   | Deutschland | Olympische Spiele 1972; Bahnradsport-Weltmeisterschaften 1978                             |
| 1983–2005 | Stuttgart Hanns-Martin-Schleyer-Halle | 285,71 m/Holz              | geschlossen | Deutschland | Bahnradsport-Weltmeisterschaften 1991 und 2003                                            |
| 1976–2021 | Wien Ferry-Dusika-Hallenstadion       | 250 m/Holz                 | geschlossen | Österreich  | Bahnradsport-Weltmeisterschaften 1987; Bahnradsport-Weltmeisterschaften der Junioren 2005 |
| 1996      | Köln Radstadion Köln                  | 250 m/Holz                 | halboffen   | Deutschland | Deutsche Meisterschaften im Bahnradsport 1996                                             |

- Karte mit allen Koordinaten:
- OSM |
- WikiMap